# Бодовце
Бодовце (слч. Bodovce) насељено је мјесто са административним статусом сеоске општине (слч. obec) у округу Сабинов, у Прешовском крају, Словачка Република.

## Становништво
| Година:    | 1994. | 2004.    | 2014.   | 2024.    |
| ---------- | ----- | -------- | ------- | -------- |
| Број људи: | 277   | 321      | 334     | 392      |
| Разлика:   |       | +15,88 % | +4,04 % | +17,36 % |

| Година:    | 2023. | 2024. |
| ---------- | ----- | ----- |
| Број људи: | 392   | 392   |
| Разлика:   |       | +0 %  |

Према подацима о броју становника из 2011. године насеље је имало 325 становника.